# Catarman, Norra Samar

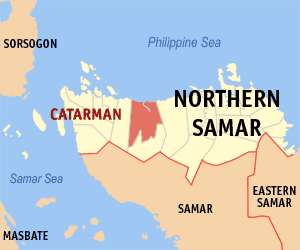
Catarmans läge i Norra Samar

Catarman är en kommun i Filippinerna som ligger på ön Samar. Den är administrativ huvudort för provinsen Norra Samar i regionen Östra Visayas, och hade 81 067 invånare vid folkräkningen 2007.
Kommunen är indelad i 55 smådistrikt, barangayer, varav åtta är klassificerade som urbana.